# 昂内·西蒙松
昂内·西蒙松（瑞典語：Agne Simonsson，1935年10月19日—2020年9月22日），瑞典男子足球运动员，司职前锋。他曾代表瑞典国家队参加1958年国际足联世界杯，获得亚军。他于2020年去世，享年84岁。